# Andrei Mikhnevich
Andrei Anatolyevich Mikhnevich  (Babruysk, 12 de julho de 1976) é um ex-atleta bielorrusso campeão mundial do arremesso de peso.
Ele começou a competir em eventos globais em 1999 e participou dos Jogos de Sydney 2000 – nono lugar –mas foi suspenso por doping em 2001. Cumpriu a suspensão de dois anos e retornou em 2003, tornando-se campeão no Mundial em Paris 2003. Este foi o único título e a única medalha que conservou na carreira.
Participou sem sucesso dos Jogos de Atenas 2004 e do Campeonato Mundial de Atletismo de 2005 em Gotemburgo, na Suécia. Depois de ressurgir no arremesso de peso com uma medalha de prata no Campeonato Mundial de Atletismo em Pista Coberta de 2006 em Moscou, conquistou uma medalha de bronze no Campeonato Mundial de Atletismo de 2007 em Osaka, Japão e no ano seguinte uma medalha olímpica, também de bronze, em Pequim 2008. Foi campeão europeu em Barcelona em 2010 e no mesmo ano ganhou mais uma medalha de prata indoor em Doha.
Em 2012 a IAAF retestou amostras congeladas do Mundial de Gotemburgo 2005 – onde ele não medalhou – e Mikhnevich testou positivo para três esteroides anabolizantes: clenbuterol, metandienona e oxandrolona. Sendo sua segunda vez, ele foi banido do esporte por toda a vida e todos seus resultados em campeonatos da IAAF desde 2005 anulados. Em agosto de 2014 o Comitê Olímpico Internacional também anulou seus resultados em Pequim 2008 e a medalha de bronze foi realocada.
Ele é casado desde 2007 com a arremessadora de peso Natallia Mikhnevich, originalmente medalha de prata em Pequim 2008. Assim como o marido, ela foi pega num teste antidoping em 2013 e teve sua medalha olímpica confiscada.